# محمد الثاني جلبي
محمد الثاني جلبي (ق. 1373– ق. 1390 م) كان رابع وآخر سلطان من سلاطين بني آرتين. تُوّج وهو في السابعة من عمره، بعد وفاة والده في آب 1380 بسبب الطاعون. وكان الوصي عليه هو القاضي برهان الدين، الذي أعلن نفسه حاكمًا بحلول كانون الثاني 1381 م. وبالتالي كانت فترة حك محمد الثاني هي (1380-1381 م)، ووفقًا لابن خلدون وابن حجر العسقلاني، قُتل محمد على يد القاضي برهان الدين في عام 1390 م.

## العائلة
يُقال إن محمدًا كان له ولدان، يوسف جلبي (توفي عام 1434 م) وأحمد (توفي عام 1433 م)، وثلاث بنات، نسليخان خاتون (توفيت عام 1455 م)، وعائشة (توفيت عام 1436 م)، وفاطمة (توفيت عام 1430 م). كان لأحمد ابن اسمه محمد (توفي عام 1443 م) وحفيد اسمه أحمد، ويُعتقد أنه كان على قيد الحياة عام 1477 م.

## فهرس
- Uzunçarşılı, İsmail Hakkı (20 Apr 1968). "Sivas - Kayseri ve Dolaylarında Eretna Devleti" [State of Eretna in Sivas - Kayseri and Around]. Belleten (بالتركية). Turkish Historical Association. 32 (126): 161–190. Archived from the original on 2025-04-04. Retrieved 2023-10-28.
- von Zambaur, Eduard Karl Max (1927). Manuel de généalogie et de chronologie pour l'histoire de l'Islam avec 20 tableaux généalogiques hors texte et 5 cartes [Handbook of genealogy and chronology for the history of Islam: with 20 additional genealogical tables and 5 maps] (بالفرنسية). H. Lafaire. Archived from the original on 2023-11-12. Retrieved 2023-03-20.